# Johannes Gottlieb Glauber
Pour les articles homonymes, voir Glauber.
Ne doit pas être confondu avec Johannes Glauber.

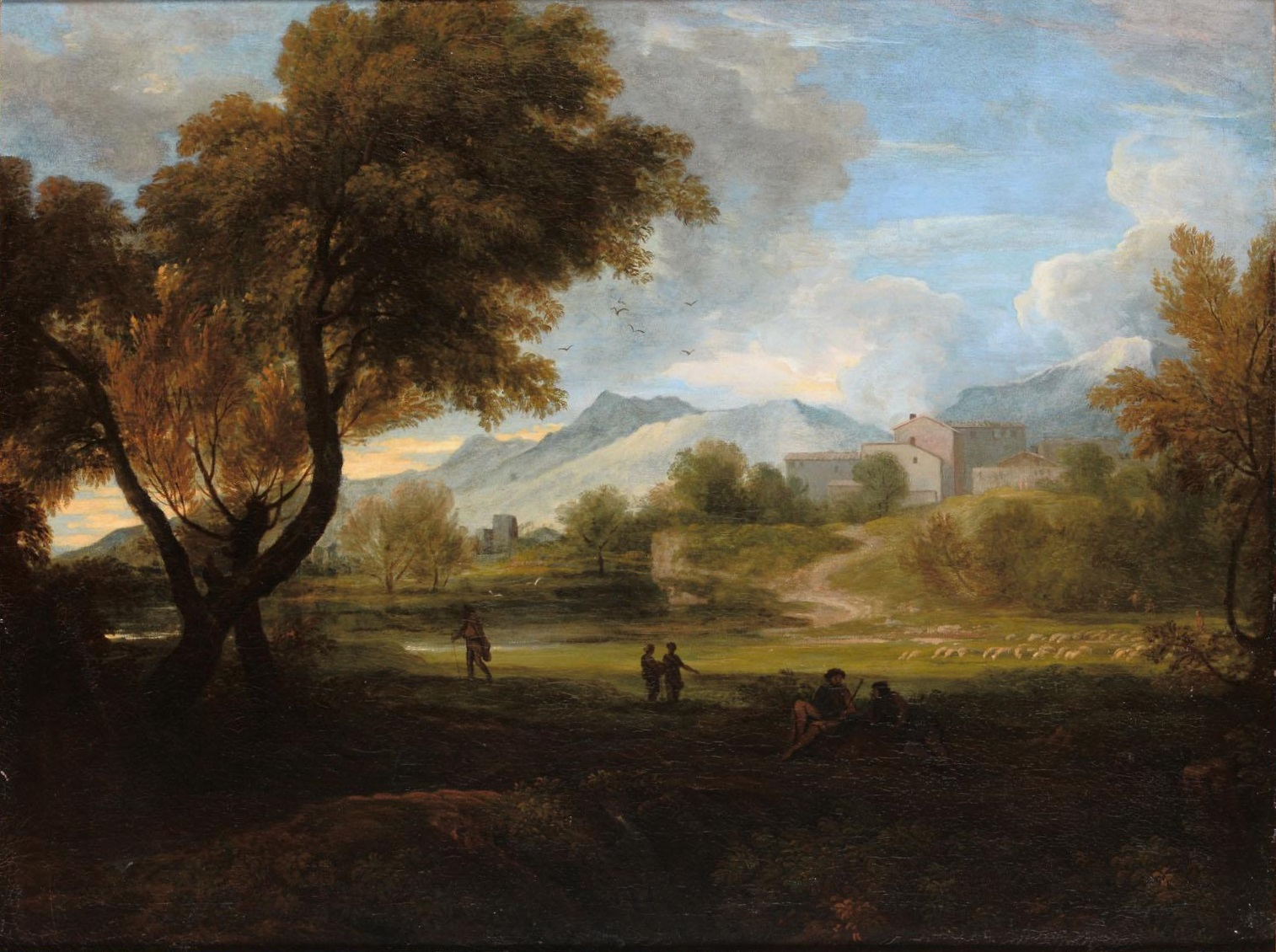
Paysage par Johannes Gottlieb Glauber

Johannes Gottlieb Glauber, né en 1656 à Utrecht et mort en 1703 à Wrocław, est un peintre du Siècle d'or néerlandais.

## Biographie
Selon Arnold Houbraken, il est le fils du chimiste d'Amsterdam Johann Rudolf Glauber. Il quitte la maison à 15 ans en 1671 pour voyager en bateau jusqu'à Paris avec son frère Johannes Glauber et deux frères nommés Van Doren. Ils y demeurent une année. Lorsque son frère Johannes part pour Lyon, il devient l'élève du peintre de Haarlem Jacob Knijff (en) et reste à peindre pour lui jusqu'à ce que Knijff quitte Paris sur commande. Il rejoint ensuite son frère à Lyon. Ensemble, ils voyagent en Italie avec deux peintres français. Après 6 mois à Rome, il rejoint les Bentvueghels sous le surnom de Mirtillus.
Après 2 ans à Rome, les frères partent pour Padoue avec le peintre flamand Robbert Duval (1639-1732) (en), où ils restent un an. Ils se rendent ensuite à Venise, où ils demeurent deux ans pour assister aux funérailles de leur ami Karel Dujardin. Ils quittent finalement l'Italie en 1679 et se dirigent vers le nord, à Hambourg, où ils vivent jusqu'en 1684, date à laquelle Jan Gotlieb se met au service d'un prince allemand. De là, il se rend à Vienne puis à Wroclaw, où il meurt en 1703.